# American Association (1882)
Die American Association (AA) war eine US-amerikanische Major League im Baseballsport. Die American Association existierte von 1882 bis 1891. Während dieser zehn Jahre stritten sich American Association und National League um die Vorherrschaft im amerikanischen Baseball. Siebenmal nahm ein Team der American Association an einer historischen Form der World Series teil. Allerdings konnten nur die St. Louis Browns im Jahr 1886 einen Sieg verbuchen.

## Sieger
- 1882 Cincinnati Red Stockings
- 1883 Philadelphia Athletics
- 1884 New York Metropolitans
- 1885 St. Louis Browns
- 1886 St. Louis Browns
- 1887 St. Louis Browns
- 1888 St. Louis Browns
- 1889 Brooklyn Bridegrooms
- 1890 Louisville Colonels
- 1891 Boston Reds

## Teilnahme an der historischen World Series
- Die New York Metropolitans verloren 1884 die erste historische World Series.
- Die St. Louis Browns spielten von 1885 bis 1888 viermal in Folge in der World Series. Dabei erreichte das Team einen Sieg, ein Unentschieden und zwei Niederlagen.
- Die Brooklyn Bridegrooms verloren 1889 in der World Series gegen New York.
- Die Louisville Colonels spielten 1890 in der World Series Unentschieden gegen Brooklyn.

## Andere Bedeutungen
- Von 1902 bis 1962 und von 1969 bis 1997 gab es jeweils eine AAA-Minor-League, die ihren Spielbetrieb unter der Bezeichnung American Association durchführte.
- Seit 2005 existiert in den USA die American Association of Independent Professional Baseball, in der Teams aus Städten spielen, in denen weder Major- noch Minor-League Teams ansässig sind.